# Gare de Cravant - Bazarnes
La gare de Cravant - Bazarnes est une gare ferroviaire française de la ligne de Laroche-Migennes à Cosne. Elle est située sur le territoire de la commune de Bazarnes, à proximité de Cravant, dans le département de l'Yonne, en région Bourgogne-Franche-Comté.
Elle est mise en service en 1870 par la Compagnie des chemins de fer de Paris à Lyon et à la Méditerranée (PLM), puis devient une gare de bifurcation en 1873. Devenue une gare de la Société nationale des chemins de fer français (SNCF), elle subit la baisse de la fréquentation et des circulations ce qui aboutit, au début des années 2000, à son déclassement en halte ferroviaire desservie par des trains et des cars TER Bourgogne-Franche-Comté.

## Situation ferroviaire
Établie à 122 mètres d'altitude, la gare de Cravant - Bazarnes est située au point kilométrique (PK) 191,390 de la Ligne de Laroche-Migennes à Cosne, entre les gares ouvertes de Vincelles et de Mailly-la-Ville, s'intercalent la gare fermée de Prégilbert et la halte fermée de Trucy-sur-Yonne. 
C'est une gare de bifurcation, origine, au PK 191,390, de la ligne de Cravant - Bazarnes à Dracy-Saint-Loup, avant la gare ouverte de Vermenton, s'intercale la halte fermée d'Accolay.

## Histoire
La gare de Cravant , à Bazarnes, est mise en service le 4 juillet 1870 par la Compagnie des chemins de fer de Paris à Lyon et à la Méditerranée (PLM), lorsqu'elle ouvre au service la section d'Auxerre à Clamecy de sa ligne de Laroche-Migennes à Cosne.
Elle devient une gare de bifurcation le 20 octobre 1873, lorsque le PLM met en service la section de Cravant-Bazarnes à Avallon de sa ligne de Cravant - Bazarnes à Dracy-Saint-Loup.
En 1911, Cravant est une gare PLM ouverte au service complet de la grande et de la petite vitesse, elle peut « expédier et recevoir des dépêches privées »,. Elle est située : sur la deuxième section de la ligne de Laroche à Nevers, entre la gare de Vincelles et la station de Prégilbert ; sur la deuxième section de la ligne de Cravant à Autun, avant la gare d'Accolay.
La gare est renommée Cravant - Bazarnes en 1914.

## Service des voyageurs

### Accueil
Halte SNCF, elle dispose d'une salle d'attente ouverte tous les jours et elle est équipée d'automates pour l'achat de titres de transport TER.
Le passage d'un quai à l'autre s'effectue par des Traversée des voies par le public.

### Desserte
Cravant - Bazarnes est desservie par les trains TER Bourgogne-Franche-Comté qui effectuent des missions entre les gares de Paris-Bercy, ou de Laroche - Migennes, et d'Avallon où de Corbigny,.

### Intermodalité
Un parking pour les véhicules y est aménagé.
La gare est également desservie par des cars TER.

## Patrimoine ferroviaire
Importante gare PLM, plusieurs bâtiments inutilisés par la halte SNCF sont toujours présents sur le site. Notamment : l'ancien bâtiment voyageurs et la halle à marchandise. Le poste d'aiguillage installé par le PLM en 1890 est longtemps resté le plus ancien en France. Mais la SNCF ayant décidé de le détruire l'Association de jeunes pour l'entretien et la conservation des trains d'autrefois décide de le récupérer. En avril 2008, elle le démonte pour le sauvegarder dans son Musée vivant du chemin de fer à Longueville.